# Batá

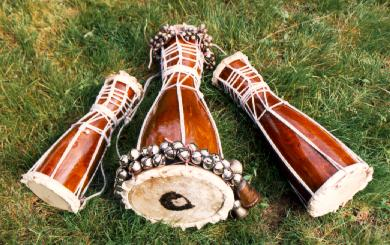
Tambores batás (da esquerda: Oconcolô, Iá, Itotelê) (foto cortesia Harold Muñiz)

Batá é um tambor coberto com couro nas duas extremidades, sendo um dos lados maior que o outro. O instrumento de percussão é usado principalmente em ritos religiosos ou semirreligiosos da cultura iorubá na Nigéria, bem como por praticantes de Santeria em Cuba, Haiti, Porto Rico, e no Estados Unidos. É relativamente raro nas religiões afro-brasileiras, com a exceção do Tambor de Mina do Maranhão, onde é extensivamente usado.
Tanto na África como no Novo Mundo, o batá é tradicionalmente associado ao orixá Xangô ou a seu equivalente Badé. O tambor Batá na sua versão afro-cubana foi introduzido no Brasil por praticantes brasileiros da Santeria. Existem no Rio de Janeiro dois batás consagrados, "de fundamento".

## História
Há muitas diferenças entre os tipos de Batás existentes no mundo. Ocasionalmente, nativos de culturas aonde os batás foram originados, como no caso do iorubá, usado para rituais religiosos e, desde a sua introdução em cuba em 1820, tem se entendido em parte a cultura do povo sudoeste da Nigéria.
Os batás remontam há aproximadamente 500 anos, e se acredita que tenham sido introduzidas pelo rei Xangô. Apesar da longa história anterior, o instrumento não se espalhou até 1800 com o comércio dos escravos africanos, que foram algo em torno de 300 000 que foram para Cuba. Suas religiões e crenças dos iorubás foram levadas com eles e eventualmente se tornou base para o que é conhecido como Santeria (ou Santería de Cuba). Esta religião gerou a criação do primeiro batá sagrado em Cuba por volta de 1830 por um iorubá com o nome de Anhabi.
O Batá foi demoradamente introduzido na cultura cubana dentro de algum tempo, quando começou a ser usada em outras coisas, como em uma gravação em uma radio cubana em 1932 aonde o Batá foi usado para performar musica folclórica. Usos como esses tem sido cada vez mais usados devido ao aumento do conhecimento sobre o instrumento, muitos músicos tem utilizado os Batás em gravações ou em performances ao vivo.
No Tambor de Mina do Maranhão, os batás ou abatás são tambores horizontais feitos de madeira, compensado ou zinco, encourados com pele nas duas extremidades, apoiados sobre um cavalete de madeira, afinados por torniquete e tocados com as mãos. Seus tocadores são chamados de batazeiros ou abatazeiros.